# Courtney Love
Courtney Love (pravo ime: Courtney Michelle Harrison, 9. srpnja 1964.) je američka rock glazbenica i glumica nominirana za nagradu Golden Globe (Zlatni globus). Courtney Love je najpoznatija kao udovica pjevača Kurta Cobaina iz slavnog grunge rock sastava Nirvana, ali i kao pjevačica alternativnog rock sastava Hole.
Iz dvogodišnjeg braka s Kurtom Cobainom ima kćer Frances Bean Cobain.